# Royal Institute of British Architects

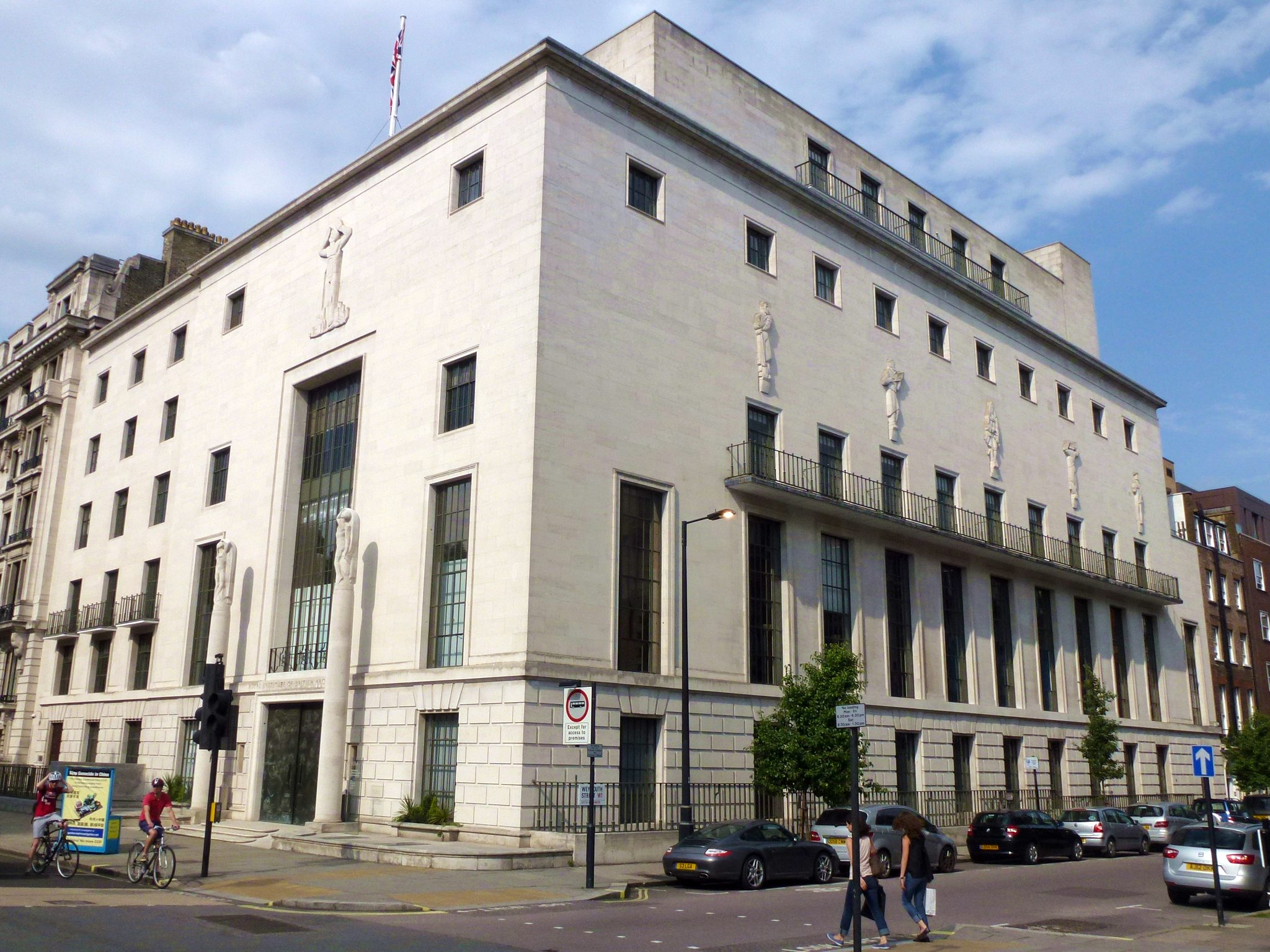
Edifício do Royal Institute of British Architects

O Royal Institute of British Architects (em português, Instituto Real de Arquitetos Britânicos) (RIBA) é uma organização profissional de arquitetos do Reino Unido.
Originalmente chamado de Institute of British Architects in London (Instituto dos Arquitetos Britânicos em Londres), o instituto foi formado em 1834 por diversos proeminentes arquitetos, entre eles Philip Hardwick, Thomas Allom, William Donthorne, Thomas Leverton Donaldson e John Buonarotti Papworth. A instituição foi premiada com a Royal Charter em 1837, tornando-se o Royal Institute of British Architects in London, sendo que a referência a Londres foi retirada em 1892.
O RIBA é uma organização com 30 mil membros, e está localizada em Portland Place, em Londres, num prédio construído na década de 1930 e projetado pelo arquiteto George Grey Wornum.

## Prémios
O RIBA atribui vários prémios em distintas categorias de arquitetura, sendo os mais importantes a Medalha de Ouro do RIBA e o prémio Stirling. A primeira distinção é concedida a um arquiteto em reconhecimento pelo seu trabalho e trajetória profissional, e o segundo prémio é dado ao arquiteto do melhor edifício do ano, construído no Reino Unido ou desenhado por um arquiteto britânico.